# 22 listopada
22 listopada jest 326. (w latach przestępnych 327.) dniem w kalendarzu gregoriańskim. Do końca roku pozostaje 39 dni.

## Święta
- Imieniny obchodzą: Cecylia, Ernestyna, Filemon, Filemona, Marek, Maur, Salwator, Stefan, Wszemił i Wszemiła.
- Gwinea – Dzień Inwazji 1970 roku
- Liban – Święto Niepodległości
- Polska – rozpoczynają się Dni Honorowego Krwiodawstwa ustanowione przez Polski Czerwony Krzyż (do 26 listopada)[1]
- Wspomnienia i święta w Kościele katolickim[2][3] obchodzą:
  - św. Cecylia (dziewica i męczennica)
  - św. Gorazd (apostoł Bułgarii)
  - Osiemdziesięciu pięciu błogosławionych męczenników z Anglii i Walii
  - bł. Salwator Lilli (franciszkański męczennik) i towarzysze
  - św. Sawa (apostoł)
  - bł. Tomasz Reggio (biskup)

## Wydarzenia w Polsce
- 1348 – Królowie Kazimierz III Wielki i Karol IV Luksemburski zawarli polsko-czeski pokój namysłowski.
- 1655 – IV wojna polsko-rosyjska: zwycięstwo wojsk polskich i Chanatu Krymskiego nad armią rosyjsko-kozacką w bitwie pod Jezierną.
- 1744 – Król August III Sas wydał zgodę na zmianę nazwy miasta Lewartów na Lubartów.
- 1757 – Wojna siedmioletnia: zwycięstwo wojsk austriackich nad pruskimi w bitwie pod Wrocławiem.
- 1831 – Powstanie listopadowe: generał-gubernator Królestwa Polskiego Iwan Paskiewicz unieważnił wszystkie postanowienia i uchwały Rządu Narodowego.
- 1864 – Zakończono budowę Mostu Kierbedzia w Warszawie.
- 1895 – W Elblągu uruchomiono dwie pierwsze linie tramwajowe.
- 1918:
  - Dekretem Józefa Piłsudskiego został powołany urząd Naczelnika Państwa, najwyższej władzy reprezentacyjnej Republiki Polskiej. Dekret ten ustalał ustrój republikański odrodzonej Polski (wszedł w życie 29 listopada 1918 r.)
  - W opanowanym przez Polaków Lwowie wybuchły antyżydowskie rozruchy.
- 1919 – Uchwałą Rządu RP Uniwersytetowi Lwowskiemu nadano imię jego założyciela – króla Jana II Kazimierza Wazy.
- 1920 – Józef Piłsudski nadał miastu Lwów Order Virtuti Militari za bohaterską jego obronę przed Ukraińcami na przełomie 1918 i 1919 roku.
- 1931 – „Dar Pomorza” po raz pierwszy przepłynął równik.
- 1938 – Prezydent RP Ignacy Mościcki wydał dekret o rozwiązaniu zrzeszeń wolnomularskich.
- 1939 – We wsi Nowy Wiec koło Starogardu Gdańskiego rozstrzelano 42 lub 43 Polaków (w tym dwóch duchownych), a także Niemców będących przeciwnikami nazizmu (m.in. księdza Johannesa Paula Aeltermanna).
- 1940 – W obozie Auschwitz przeprowadzono pierwszą masową egzekucję przez rozstrzelanie (40 Polaków).
- 1941 – W katastrofie lotniczej we Wrocławiu zginął niemiecki as myśliwski Werner Mölders.
- 1942 – W Radomiu grupa wypadowa Gwardii Ludowej dokonała akcji odwetowej na niemieckie kino Apollo.
- 1944 – Grupa bojowa Armii Ludowej okręgu Bielsko wykoleiła pociąg towarowy na stacji w Gliwicach.
- 1950 – W Warszawie zakończył się II Światowy Kongres Obrońców Pokoju.
- 1958:
  - Czechowice przemianowano na Czechowice-Dziedzice.
  - Telewizja Polska wyemitowała premierowe wydanie programu dla dzieci z serii Miś z okienka.
  - W podkrakowskich Bronowicach Wielkich uruchomiono drugi polski cyklotron.
- 1976 – Premiera filmu kryminalnego Przepraszam, czy tu biją? w reżyserii Marka Piwowskiego.
- 1983 – Premier gen. Wojciech Jaruzelski ustąpił ze stanowiska ministra obrony narodowej. Jego następcą został gen. Florian Siwicki.
- 1991 – Podpisano Układ europejski o ustanowieniu stowarzyszenia między RP a Wspólnotami Europejskimi i ich państwami członkowskimi.
- 1995 – Rozpoczęła się dystrybucja powszechnych świadectw udziałowych.
- 1996:
  - Polska została członkiem Organizacji Współpracy Gospodarczej i Rozwoju (OECD).
  - Premiera filmu historycznego Poznań 56 w reżyserii Filipa Bajona.
- 2001 – Prezydent RP Aleksander Kwaśniewski wydał, na wniosek Rady Ministrów, postanowienie o wysłaniu Polskiego Kontyngentu Wojskowego do Afganistanu.
- 2006 – Dotychczasowa Akademia Techniczno-Rolnicza została przekształcona w Uniwersytet Technologiczno-Przyrodniczy im. Jana i Jędrzeja Śniadeckich w Bydgoszczy.
- 2013 – Sejm RP przyjął ustawę o postępowaniu wobec osób z zaburzeniami psychicznymi stwarzających zagrożenie życia, zdrowia lub wolności seksualnej innych osób i ustawę o rodzinnych ogrodach działkowych.
- 2015 – Otwarto Centrum Spotkania Kultur w Lublinie.

## Wydarzenia na świecie

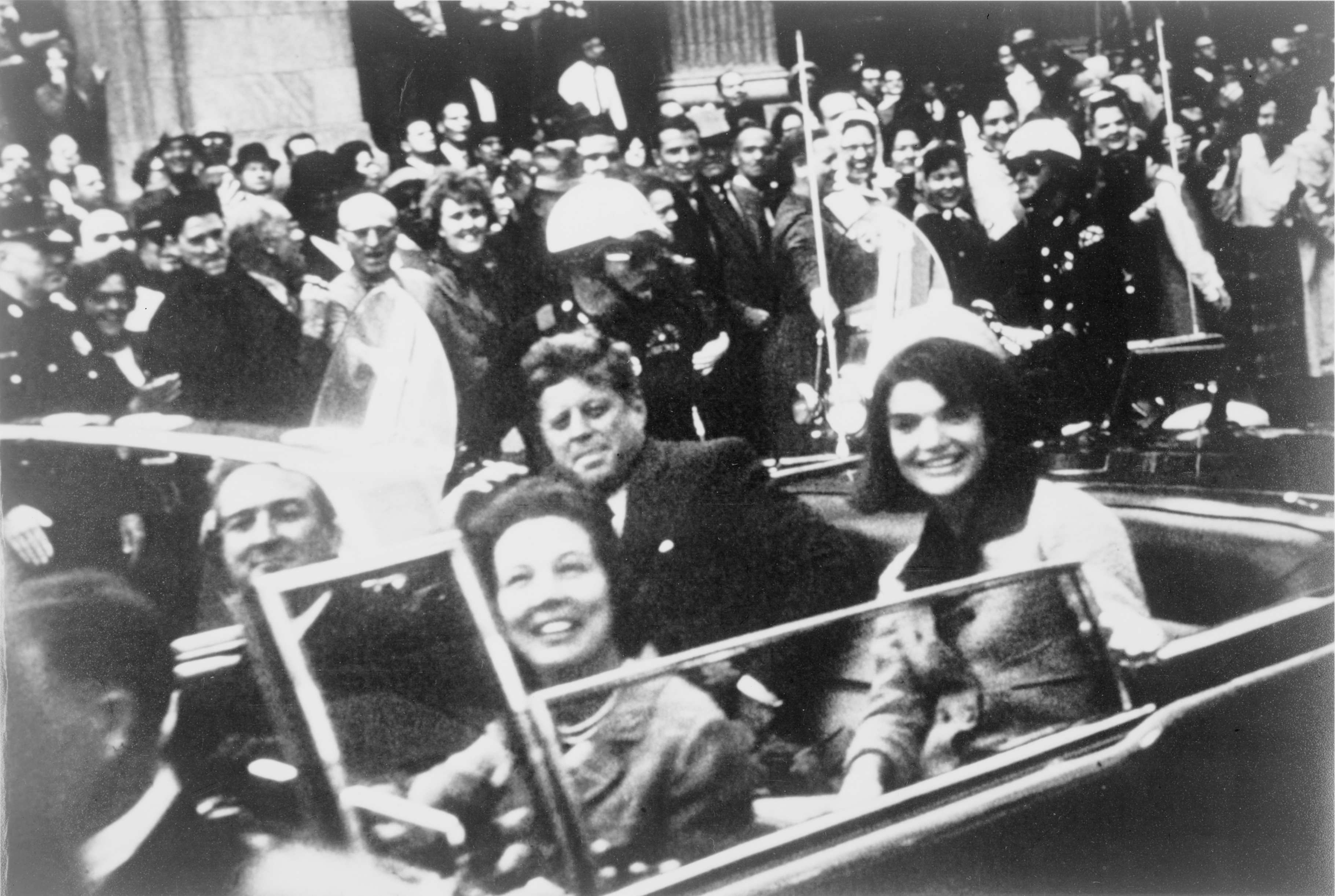
John F. Kennedy z małżonką tuż przed zamachem w Dallas (1963)

- 498 – Doszło do podwójnej elekcji papieża Symmachusa i antypapieża Wawrzyńca.
- 622 – Król longobardzki Rotari wydał tzw. Edykt Rotariego – zbiór praw przyjęty przez zgromadzenie wojowników longorbardzkich.
- 845 – W bitwie pod Ballon(inne języki) Bretończycy pod wodzą Nominoëgo w przymierzu z Lambertydami pokonali wojska władcy Franków Karola II Łysego.
- 1220 – Fryderyk II Hohenstauf został koronowany na cesarza rzymsko-niemieckiego.
- 1286 – Został zamordowany król Danii Eryk Glipping. Nowym królem został jego 12-letni syn Eryk Menved.
- 1307 – Papież Klemens V ogłosił bullę Pastoralis praeminentiae(inne języki), w której nakazał wszystkim chrześcijańskim władcom dokonać aresztowań templariuszy znajdujących się w ich krajach.
- 1497 – Vasco da Gama opłynął Przylądek Dobrej Nadziei.
- 1541 – Katarzyna Howard, piąta żona króla Anglii Henryka VIII Tudora, została pozbawiona tytułu królowej, a następnie postawiona w stan oskarżenia za niewierność.
- 1574 – Hiszpańska wyprawa odkryła archipelag Juan Fernández na Pacyfiku.
- 1617 – Mustafa I został sułtanem Imperium Osmańskiego.
- 1633 – Kilkuset pierwszych osadników wypłynęło z Anglii na pokładach statków „Ark” i „Dove” w kierunku Prowincji Maryland.
- 1641 – Izba Gmin angielskiego Długiego Parlamentu uchwaliła tzw. Wielką Remonstrację.
- 1716 – Hrabina Anna Konstancja Cosel, faworyta króla Polski i elektora Saksonii Augusta II Mocnego, została aresztowana jako zdrajczyni, a następnie dożywotnio osadzona w zamku w Stolpen.
- 1718 – U wybrzeży Karoliny Północnej zginął w bitwie z dwoma okrętami Royal Navy brytyjski pirat Czarnobrody (Edward Teach).
- 1769 – Założono Uniwersytet Maltański.
- 1798 – II koalicja antyfrancuska: wojska neapolitańskie pod wodzą austriackiego gen. Karla Macka von Leibericha(inne języki) rozpoczęły ofensywę na okupowany przez Francuzów Rzym, który zajęły 27 listopada.
- 1812 – Inwazja Napoleona na Rosję: porażka dywizji Jana Henryka Dąbrowskiego w bitwie pod Borysowem.
- 1824 – Uchwalono konstytucję Zjednoczonych Prowincji Ameryki Środkowej.
- 1830 – W Wielkiej Brytanii utworzono rząd lorda Greya.
- 1832 – W Comédie-Française w Paryżu odbyła się premiera sztuki Król się bawi Victora Hugo. Następnego dnia została ona zakazana przez cenzurę.
- 1836 – Król Grecji Otton I Wittelsbach ożenił się z księżniczką Oldenburga Amelią.
- 1848 – II wojna Brytyjczyków z Sikhami: zwycięstwo wojsk sikhijskich w bitwie pod Ramnagar.
- 1856 – Wojna Nikaragui z koalicją państw Ameryki Środkowej: rozpoczęła się bitwa o Granadę.
- 1858 – Założono Denver w Kolorado.
- 1873 – Na północnym Atlantyku, po zderzeniu ze szkockim kliperem „Loch Earn” zatonął francuski transatlantyk „Ville du Havre”, w wyniku czego zginęło 226 osób.
- 1875 – Austriacki astronom Johann Palisa odkrył planetoidę (156) Xanthippe.
- 1878 – II wojna brytyjsko-afgańska: zwycięstwo wojsk brytyjskich w bitwie pod Ali Masjid.
- 1886 – Pedro Alejandrino del Solar został po raz drugi premierem Peru.
- 1893 – W Krożach na Litwie kozacy dokonali masakry mieszkańców protestujących przeciwko likwidacji kościoła i jego przebudowie na cerkiew. Zginęło 9 osób, a 50 zostało rannych.
- 1894 – Wojna chińsko-japońska: wojska japońskie zdobyły Lüshun (Port Artur).
- 1904 – Ukazało się pierwsze wydanie największego austriackiego dziennika regionalnego Kleine Zeitung.
- 1911 – Wojna włosko-turecka: zwycięstwo wojsk tureckich w bitwie o Tobruk.
- 1914 – I wojna światowa: zwycięstwem wojsk Ententy zakończyła się I bitwa pod Ypres.
- 1916 – I wojna światowa: na Morzu Północnym zatonął po wpłynięciu na minę brytyjski okręt podwodny HMS E30 wraz z całą, 31-osobową załogą.
- 1917 – W Montrealu została założona NHL.
- 1918 – Oddziały francuskie wkroczyły do Strasburga.
- 1920 – Powstała emigracyjna rosyjska organizacja wojskowo-kombatancka Stowarzyszenie Gallipojczyków.
- 1922 – Wilhelm Cuno został kanclerzem Niemiec.
- 1924:
  - Fethi Okyar został po raz drugi premierem Turcji.
  - José Domingues dos Santos(inne języki) został premierem Portugalii.
- 1928 – W Paryżu odbyła się premiera baletu Bolero z muzyką Maurice’a Ravela.
- 1938 – Czechosłowacja przyznała autonomię Zakarpaciu.
- 1939 – Rząd RP na uchodźstwie przeniósł się z Paryża do Angers.
- 1940 – Wojna grecko-włoska: zwycięstwem wojsk greckich zakończyła się bitwa pod Korczą (16-22 listopada).
- 1943:
  - Franklin Delano Roosevelt, Winston Churchill i Czang Kaj-szek spotkali się na konferencji w Kairze.
  - Kampania śródziemnomorska: zwycięstwo wojsk niemieckich w bitwie o Dodekanez.
  - Proklamowano niepodległość Libanu (od Francji).
- 1945 – Temistoklis Sofulis został po raz drugi premierem Grecji.
- 1946 – Założono sekcję hokejową klubu Dinamo Moskwa.
- 1949 – Założono miasto Sumgait w Azerbejdżanie.
- 1950:
  - Padł najniższy wynik w historii NBA (Los Angeles Lakers-Fort Wayne Pistons 19:18). Mecz rozegrano przed wprowadzeniem w 1954 roku zegara 24 sekund, odmierzającego czas jaki drużyna ma na przeprowadzenie całej akcji.
  - W swym pierwszym oficjalnym meczu reprezentacja RFN w piłce nożnej pokonała w Stuttgarcie Szwajcarię 1:0.
  - W zderzeniu dwóch pociągów osobowych w nowojorskiej dzielnicy Queens zginęło 78 osób, a 363 zostały ranne.
- 1951 – Przyjęto hymn Cejlonu (późniejszej Sri Lanki).
- 1955 – Zdetonowano pierwszą radziecką bombę wodorową.
- 1956 – W australijskim Melbourne rozpoczęły się XVI Letnie Igrzyska Olimpijskie.
- 1960 – Zwodowano amerykański okręt podwodny z napędem jądrowym USS „Ethan Allen”.
- 1961 – Premiera filmu muzycznego Błękitne Hawaje w reżyserii Normana Tauroga i z Elvisem Presleyem w roli głównej.
- 1963:
  - Ukazał się album With The Beatles grupy The Beatles.
  - W Dallas w Teksasie zginął w zamachu prezydent USA John F. Kennedy. Nowym prezydentem został dotychczasowy wiceprezydent Lyndon B. Johnson.
- 1966 – Jelle Zijlstra został premierem Holandii.
- 1967 – Rada Bezpieczeństwa ONZ przyjęła rezolucję wzywającą Izrael do wycofania się z okupowanych ziem palestyńskich.
- 1968:
  - 12 osób zginęło, a ponad 50 zostało rannych w wybuchu samochodu-pułapki na rynku Mahane Jehuda w Jerozolimie.
  - Ukazał się Biały Album grupy The Beatles.
- 1970 – Wojska portugalskie dokonały desantu na stolicę Gwinei Konakry w nieudanej próbie obalenia prezydenta Ahmeda Sekou Touré, który wspierał sąsiednią Gwineę Bissau w jej wojnie o niepodległość
- 1971 – Wojna o niepodległość Bangladeszu: rozpoczęła się interwencja zbrojna armii indyjskiej.
- 1972:
  - Prezydent USA Richard Nixon ogłosił zniesienie 22-letniego zakazu podróży do Chin dla obywateli USA.
  - Wojna wietnamska: północnowietnamska armia zestrzeliła pierwszy amerykański bombowiec B-52.
- 1974:
  - Anneline Kriel z RPA zdobyła w Londynie tytuł Miss World.
  - Palestyńscy terroryści porwali w Dubaju i skierowali do Tunisu samolot linii lotniczych British Airways, gdzie porzucili go po zamordowaniu jednego pasażera.
- 1975 – Jan Karol I Burbon został królem Hiszpanii.
- 1977:
  - Międzynarodowa Unia Wegetariańska(inne języki) (IVU) ustanowiła 1 października Światowym Dniem Wegetarianizmu.
  - Po zniesieniu zakazu operowania na lotnisku JFK z powodu zbyt dużego hałasu, British Airways i Air France rozpoczęły regularne loty z Londynu i Paryża do Nowego Jorku samolotami naddźwiękowymi Concorde.
- 1978:
  - Carlos Mota Pinto został premierem Portugalii.
  - Premiera amerykańskiego filmu Za rok o tej samej porze w reżyserii Roberta Mulligana.
- 1981 – Papież Jan Paweł II podpisał adhortację posynodalną Familiaris consortio.
- 1986 – Amerykanin Mike Tyson w wieku 20 lat został najmłodszym w historii bokserskim mistrzem świata (organizacji WBC) w kategorii ciężkiej.
- 1988 – W bazie Sił Powietrznych w Palmdale w Kalifornii odbyła się prezentacja bombowca Northrop B-2 Spirit.
- 1989:
  - Premiera amerykańskiego filmu przygodowego i science fiction Powrót do przyszłości II w reżyserii Roberta Zemeckisa.
  - Prezydent Libanu René Moawad i 16 innych osób zginęło w wyniku zamachu bombowego w Bejrucie, przeprowadzonego podczas defilady z okazji Święta Niepodległości.
  - W Hongkongu Aneta Kręglicka jako pierwsza Polka w historii zdobyła tytuł Miss World.
- 1990 – Margaret Thatcher poinformowała o planowanym ustąpieniu ze stanowisk lidera Partii Konserwatywnej i premiera Wielkiej Brytanii.
- 1991 – Gagik Harutiunian został premierem Armenii.
- 1993:
  - W Armenii weszła do obiegu nowa waluta narodowa – dram.
  - Założono linie lotnicze Qatar Airways.
- 1994 – Gorące gazy z wulkanu Merapi na Jawie zabiły 27 osób.
- 1995 – Premiera filmu Toy Story, pierwszego pełnometrażowego filmu animowanego zrealizowanego całkowicie przy użyciu techniki komputerowej.
- 1998 – W referendum narodowym została zatwierdzona nowa konstytucja Albanii.
- 1999 – Kanadyjczyk Wayne Gretzky został przyjęty do Hockey Hall of Fame (Galerii Sław Hokeja).
- 2000 – Valentín Paniagua został prezydentem, a Javier Pérez de Cuéllar premierem Peru.
- 2001 – Parlament Turcji uchwalił nowy kodeks cywilny zrównujący status kobiet i mężczyzn.
- 2002 – Konkurs Miss World 2002, który miał odbyć się w nigeryjskim mieście Kaduna, został odwołany z powodu protestów przeciwko niemu w stolicy kraju Abudży, w wyniku których zginęło ponad 200 osób.
- 2003:
  - Rewolucja róż: gruzińscy opozycjoniści zajęli gmach parlamentu w Tbilisi, zmuszając do ucieczki wygłaszającego przemówienie na otwarcie nowo wybranego zgromadzenia prezydenta Eduarda Szewardnadzego.
  - Udane awaryjne lądowanie transportowego Airbusa A300 w Bagdadzie, trafionego krótko po starcie pociskiem ziemia-powietrze.
- 2004:
  - Pomarańczowa rewolucja: po ogłoszeniu przegranej Wiktora Juszczenki w wyborach prezydenckich, na głównym placu w Kijowie odbyła się ponad 100-tysięczna demonstracja jego zwolenników.
  - Rozpoczęła działalność Pierwsza Komisja José Barroso.
- 2005 – Angela Merkel została zaprzysiężona jako pierwsza kobieta na stanowisku kanclerza Niemiec.
- 2006 – W Holandii odbyły się przedterminowe wybory parlamentarne.
- 2007 – Na Białorusi zatwierdzono przepisy dotyczące herbu i flagi obwodu mińskiego.
- 2009 – W Rumunii odbyła się I tura wyborów prezydenckich. Do II tury przeszli: urzędujący prezydent Traian Băsescu i kandydat opozycji Mircea Geoană.
- 2012 – Wojna domowa w Syrii: po trzytygodniowym oblężeniu rebelianci zdobyli miasto Al-Majadin.
- 2013 – 62 osoby zginęły, a 136 zostało rannych w wyniku eksplozji nieszczelnego rurociągu z ropą w chińskim mieście Qingdao w prowincji Szantung.
- 2014:
  - Argentyńczyk Leo Messi, strzelając 3 gole w meczu FC Barcelona-Sevilla FC (5:1), został najlepszym strzelcem w historii Primera División, poprawiając blisko 60-letni rekord grającego w Athletic Bilbao Telmo Zarry (251 goli).
  - W mieście Mandera w północno-wschodniej Kenii islamiści z somalijskiej organizacji Asz-Szabab zamordowali 28 pasażerów uprowadzonego autobusu.
- 2015 – Mauricio Macri wygrał wybory prezydenckie w Argentynie, pokonując w II turze Daniela Scioliego.
- 2017 – Międzynarodowy Trybunał Karny dla byłej Jugosławii skazał dowódcę bośniackich Serbów gen. Ratko Mladicia na karę dożywotniego pozbawienia wolności, uznając go winnym zbrodni ludobójstwa oraz zbrodni przeciwko ludzkości.

## Zdarzenia astronomiczne
- 1770 – Widoczna gołym okiem kometa jednopojawieniowa C/1771 A1 przeszła przez peryhelium.

## Urodzili się
- 1428 – Richard Neville, angielski arystokrata, wojskowy, polityk (zm. 1471)
- 1494 – Jerzy Brunszwicki, książę, duchowny katolicki, biskup Minden i Verden, arcybiskup Bremy (zm. 1566)
- 1515 – Maria de Guise, królowa i regentka Szkocji (zm. 1560)
- 1519 – Johann Crato von Krafftheim, niemiecki humanista, lekarz (zm. 1585)
- 1532 – Anna Oldenburg, księżniczka duńska i norweska, księżna-elektorowa Saksonii (zm. 1585)
- 1533 – Alfons II d’Este, książę Ferrary i Modeny (zm. 1597)
- 1560 – Karol, margrabia Burgau, oficer, kandydat do tronu polskiego (zm. 1618)
- 1564 – Henry Brooke, angielski arystokrata, polityk, spiskowiec (zm. 1619)
- 1602 – Elżbieta Burbon, królowa Hiszpanii i Portugalii (zm. 1644)
- 1610 – Maria Elżbieta Saska, księżna Holsztynu-Gottorp (zm. 1684)
- 1635 – Francis Willughby, angiels1ki ornitolog, ichtiolog (zm. 1672)
- 1640 – Samuel Stryk, niemiecki prawnik (zm. 1710)
- 1641 – Anthonie Heinsius, holenderski polityk (zm. 1720)
- 1643 – René-Robert Cavelier de La Salle, francuski podróżnik, odkrywca (zm. 1687)
- 1660 – Franz Karl von Auersperg, austriacki arystokrata, dowódca wojskowy (zm. 1713)
- 1690 – François Colin de Blamont(inne języki), francuski kompozytor (zm. 1760)
- 1693 – Ludwika Elżbieta Burbon-Condé, francuska arystokratka (zm. 1775)
- 1698 – Pierre de Rigaud, francuski administrator kolonialny (zm. 1778)
- 1709 – (data chrztu) František Benda, czeski kompozytor, skrzypek (zm. 1786)
- 1710 – Wilhelm Friedemann Bach, niemiecki kompozytor (zm. 1784)
- 1715 – Aleksy Andrzej Ożga, polski pijar, nauczyciel, guwerner (zm. 1771)
- 1721:
  - Joseph Frederick Wallet Desbarres(inne języki), szwajcarsko-kanadyjski kartograf, polityk (zm. 1824)
  - Marcantonio Marcolini, włoski kardynał, nuncjusz apostolski (zm. 1782)
- 1722 – Marc-René de Voyer de Paulmy d’Argenson, francuski polityk (zm. 1787)
- 1725 – Ignaz Günther, niemiecki rzeźbiarz (zm. 1775)
- 1727 – Herkules III d’Este, książę Modeny i Reggio, książę Modeny-Bryzgowii (zm. 1803)
- 1728 – Karol Fryderyk, wielki książę Badenii (zm. 1811)
- 1743 – Joseph Clemens von Kaunitz-Rietberg, austriacki arystokrata, dyplomata (zm. 1785)
- 1754 – Abraham Baldwin, amerykański prawnik, polityk, kapelan (zm. 1807)
- 1758 – Feliks Franciszek Łubieński, polski szlachcic, polityk, prawnik, rotmistrz (zm. 1848)
- 1764 – Barbara von Krüdener, rosyjska baronowa, pisarka pochodzenia niemiecko-bałtyckiego (zm. 1824)
- 1767 – Andreas Hofer, tyrolski bohater narodowy (zm. 1810)
- 1768 – Wiktor Koczubej, rosyjski książę, polityk, dyplomata (zm. 1834)
- 1770 – Karolina Burbon-Parmeńska, księżniczka Parmy, księżna Saksonii (zm. 1804)
- 1780 – Conradin Kreutzer, niemiecki kompozytor, dyrygent (zm. 1849)
- 1787 – Rasmus Rask, duński językoznawca, wykładowca akademicki (zm. 1832)
- 1790 – Marcin Ziółkowski, polski prawnik, filantrop (zm. 1864)
- 1791 – Michał Homolicki, polski lekarz, filolog, archeolog, wykładowca akademicki (zm. 1861)
- 1798:
  - (data chrztu) Feliks Jan Maria Boretti, polski architekt pochodzenia włoskiego (zm. 1847)
  - Angelika Palli, grecka poetka, pisarka, tłumaczka, intelektualistka, emancypantka (zm. 1875)
- 1800 – Linn Boyd, amerykański polityk (zm. 1859)
- 1805 – Józef Brzowski, polski kompozytor, dyrygent, wiolonczelista, pedagog (zm. 1888)
- 1808 – Thomas Cook, brytyjski przedsiębiorca (zm. 1892)
- 1809 – Bénédict Morel, francuski psychiatra (zm. 1873)
- 1810 – Adam Piliński, polski grafik, paleograf, litograf, rekonstruktor starodruków, działacz emigracyjny (zm. 1887)
- 1812 – Johanne Luise Heiberg, duńska aktorka, poetka (zm. 1890)
- 1816 – Henry Percy Brewster, amerykański prawnik, polityk, pułkownik (zm. 1884)
- 1817 – Aleksiej Achmatow, rosyjski generał adiutant, polityk (zm. 1870)
- 1819 – Mary Ann Evans, brytyjska pisarka (zm. 1880)
- 1820 – Katherine Plunket, irlandzka arystokratka, ilustratorka botaniczna, superstulatka (zm. 1932)
- 1822 – Augustyn Schoeffler, francuski misjonarz, męczennik, święty (zm. 1851)
- 1827 – Karol Estreicher (starszy), polski publicysta, bibliotekarz, bibliograf, historyk literatury i teatru (zm. 1908)
- 1831 – Léopold Flameng, francuski malarz, rytownik, ilustrator (zm. 1911)
- 1835 – Anna Scheibler, polska fabrykantka, inwestorka, filantropka (zm. 1921)
- 1836 – Józefat Barszczewski, polski urzędnik, uczestnik powstania styczniowego (zm. 1863)
- 1837 – Antoni Teodor Ostaszewski, polski inżynier, uczestnik powstania styczniowego (zm. 1909)
- 1842 – José-María de Heredia, francuski poeta pochodzenia kubańskiego (zm. 1905)
- 1844 – Leopold Hauser, polski prawnik, działacz społeczny (zm. 1908)
- 1847:
  - Richard Bowdler Sharpe, brytyjski zoolog, ornitolog (zm. 1909)
  - Aglauro Ungherini, włoski tłumacz (zm. 1934)
- 1849:
  - Friedrich von Bernhardi(inne języki), niemiecki generał (zm. 1930)
  - Ludwik Inlender, polski urzędnik kolejowy, działacz socjalistyczny (zm. 1900)
- 1850 – Georg Dehio, niemiecki historyk sztuki, wykładowca akademicki (zm. 1932)
- 1852 – Paul d’Estournelles de Constant, francuski polityk, dyplomata, laureat Pokojowej Nagrody Nobla (zm. 1924)
- 1855 – Cecylia Niewiadomska, polska nauczycielka, tłumaczka, pisarka, autorka podręczników, działaczka oświatowa (zm. 1925)
- 1856 – Felix August Helfgott Genzmer, niemiecki architekt, pedagog (zm. 1929)
- 1857 – George Gissing, brytyjski pisarz (zm. 1903)
- 1861:
  - Cyrus Edwin Dallin, amerykański rzeźbiarz (zm. 1944)
  - Ranavalona III, ostatnia królowa Madagaskaru (zm. 1917)
- 1862 – Charles Sample, angielski rugbysta (zm. 1938)
- 1866 – Julian Machlejd, polski duchowny ewangelicki, przedsiębiorca, pedagog (zm. 1936)
- 1867:
  - Wilhelm Groener, niemiecki generał, polityk (zm. 1939)
  - Zygmunt Nowocki, polski prawnik, działacz ludowy i społeczny, urzędnik sądowy i konsularny, polityk, senator RP (zm. 1941)
  - Ernst Sachs, niemiecki przedsiębiorca, wynalazca (zm. 1932)
- 1868:
  - John Nance Garner, amerykański polityk, wiceprezydent USA (zm. 1967)
  - Karl Ljungberg, szwedzki żeglarz sportowy (zm. 1943)
- 1869:
  - André Gide, francuski pisarz (zm. 1951)
  - Henryk Hryniewski, polski malarz, architekt, działacz społeczny, badacz architektury gruzińskiej (zm. 1937)
- 1870 – Adam Krasiński, polski hrabia, poeta, działacz oświatowy (zm. 1909)
- 1871 – Salvador Allende Castro, chilijski adwokat, dziennikarz, wolnomularz (zm. 1932)
- 1877 – Endre Ady, węgierski poeta (zm. 1919)
- 1881 – İsmail Enver, turecki wojskowy, polityk, zbrodniarz wojenny (zm. 1922)
- 1887 – Kurt Feldt, niemiecki generał (zm. 1970)
- 1888 – Zygmunt Kamiński, polski malarz, grafik, pedagog (zm. 1969)
- 1890:
  - Ferenc Fékétehalmy-Czeydner, węgierski generał porucznik, zbrodniarz wojenny pochodzenia niemieckiego (zm. 1946)
  - Charles de Gaulle, francuski generał, polityk, prezydent Francji (zm. 1970)
  - El Lissitzky, rosyjski malarz, grafik, typograf, fotografik pochodzenia żydowskiego (zm. 1941)
  - Harry Pollitt, brytyjski działacz komunistyczny (zm. 1960)
  - Richard Runge, niemiecki pilot wojskowy, as myśliwski (zm. 1917)
- 1891:
  - Edward Bernays, austriacko-amerykański pionier public relations i propagandy pochodzenia żydowskiego (zm. 1995)
  - Paolo Salvi, włoski gimnastyk (zm. 1945)
- 1892:
  - Jan Stanisław Matuszek, polski podpułkownik piechoty (zm. 1940)
  - Emma Tillman, amerykańska superstulatka (zm. 2007)
- 1893:
  - Łazar Kaganowicz, radziecki polityk, działacz komunistyczny pochodzenia żydowskiego (zm. 1991)
  - Maria Keller, austriacka lekkoatletka, sprinterka i skoczkini w dal (zm. 1990)
- 1894 – Hilariusz Illinicz, polski działacz turystyczny (zm. 1981)
- 1895:
  - Czesław Bieżanko, polski entomolog (zm. 1986)
  - Kazimierz Pacewicz, polski oficer kawalerii, malarz (zm. 1974)
- 1896:
  - George Reader, angielski piłkarz, sędzia piłkarski (zm. 1978)
  - Stanisław Roman Sakowicz, polski ichtiolog (zm. 1969)
- 1897:
  - Paul Oswald Ahnert, niemiecki astronom (zm. 1989)
  - José Antonio Mora, urugwajski prawnik, dyplomata, polityk (zm. 1975)
  - Janusz Zeyland, polski pediatra (zm. 1944)
- 1898:
  - José María Gil-Robles y Quiñones, hiszpański adwokat, polityk (zm. 1980)
  - Gabriel González Videla, chilijski prawnik, dyplomata, polityk, prezydent Chile (zm. 1980)
  - Wiley Post, amerykański pilot (zm. 1935)
  - Piotr Triebler, polski rzeźbiarz (zm. 1952)
- 1899 – Hoagy Carmichael, amerykański kompozytor, autor tekstów, pieśniarz, aktor (zm. 1981)
- 1900:
  - Helenka Adamowska, polska aktorka (zm. 1987)
  - Andrzej Bohomolec, polski major, żeglarz (zm. 1988)
  - Lin Fengmian, chiński malarz, teoretyk sztuki (zm. 1991)
- 1901:
  - Józef Lejtes, polski reżyser filmowy pochodzenia żydowskiego (zm. 1983)
  - Joaquín Rodrigo, hiszpański kompozytor (zm. 1999)
- 1902:
  - Joe Adonis, amerykański gangster pochodzenia włoskiego (zm. 1971)
  - Rudolf Edinger, austriacki sztangista (zm. 1997)
  - Emanuel Feuermann, austriacki wiolonczelista pochodzenia żydowskiego (zm. 1942)
  - Philippe Leclerc de Hauteclocque, francuski generał, marszałek Francji (zm. 1947)
  - André Patry, francuski astronom (zm. 1960)
- 1903 – Jan Kotlarczyk, polski piłkarz, trener (zm. 1966)
- 1904:
  - Louis Néel, francuski fizyk, laureat Nagrody Nobla (zm. 2000)
  - Elida Maria Szarota, polska historyk literatury, germanistka, romanistka (zm. 1994)
- 1905 – Erich Maren Schlaikjer, amerykański geolog, paleontolog (zm. 1972)
- 1906:
  - Antonio Guiteras, kubański farmaceuta, rewolucjonista, socjalista (zm. 1935)
  - Jørgen Juve, norweski piłkarz, trener (zm. 1983)
  - Rudolf Schreiber, polski kapitan dyplomowany artylerii (zm. 1940)
- 1907:
  - Nikołaj Djakow, radziecki polityk (zm. 1980)
  - Dora Maar, francuska malarka, fotografka pochodzenia chorwackiego (zm. 1997)
  - Guido Masetti, włoski piłkarz, bramkarz, trener (zm. 1993)
- 1908:
  - Mäsymchan Bejsebajew, radziecki polityk (zm. 1987)
  - Szymon Harnam, polski działacz komunistyczny pochodzenia żydowskiego (zm. 1929)
  - Czesław Schabowski, polski pisarz (zm. 1987)
- 1909:
  - Anna Januszajtis, polska działaczka emigracyjna (zm. 1970)
  - Jean Levasseur, francuski komandor porucznik (zm. 1947)
  - Edward Maliszewski, polski porucznik obserwator (zm. 1939)
  - Michaił Mil, radziecki konstruktor lotniczy (zm. 1970)
  - Aleksander Wist, polski konstruktor, wynalazca (zm. 1976)
- 1910:
  - Mary Jackson, amerykańska aktorka (zm. 2005)
  - Michaił Jakowlew, radziecki polityk, dyplomata (zm. 1999)
  - Raphael Patai, węgierski etnograf, historyk, orientalista, antropolog pochodzenia żydowskiego (zm. 1996)
  - Tadeusz Pawłowski, polski taternik, alpinista, ratownik górski (zm. 1992)
  - Amy Elizabeth Thorpe(inne języki), amerykańska agentka wywiadu brytyjskiego (zm. 1963)
- 1911:
  - Barbara Houwalt, polska malarka (zm. 2005)
  - Emil Kijewski, niemiecki kolarz szosowy (zm. 1989)
  - Giuseppe Olmo, włoski kolarz szosowy i torowy (zm. 1992)
- 1912:
  - Gustavo Huet, meksykański strzelec sportowy (zm. 1951)
  - Stefania Wojtulanis-Karpińska, polska pilotka wojskowa i sportowa (zm. 2005)
- 1913:
  - Benjamin Britten, brytyjski kompozytor, pianista, dyrygent (zm. 1976)
  - Gardnar Mulloy, amerykański tenisista (zm. 2016)
- 1914:
  - Nikołaj Amielko, radziecki admirał, polityk (zm. 2007)
  - Mikołaj (Sajama), rosyjski biskup prawosławny pochodzenia japońskiego (zm. 2008)
  - Peter Townsend, brytyjski pilot wojskowy, as myśliwski, dworzanin królewski, pisarz (zm. 1995)
- 1915:
  - Karl-Gottfried Nordmann, niemiecki pilot wojskowy, as myśliwski (zm. 1982)
  - Oswald Morris, brytyjski operator filmowy (zm. 2014)
- 1916 – Imre Mándi, węgierski bokser (zm. 1943)
- 1917:
  - Zdzisław Czeppe, polski geograf, geomorfolog, polarnik (zm. 1991)
  - Konrad Hejna, polski starszy pancerny (zm. 2009)
  - Andrew Fielding Huxley, brytyjski fizjolog, biofizyk, laureat Nagrody Nobla (zm. 2012)
  - Hirokazu Ninomiya, japoński piłkarz, trener (zm. 2000)
  - Jehoszua Prawer, izraelski historyk, mediewista (zm. 1990)
- 1918:
  - Regina C. Elandt-Johnson, polska matematyczka (zm. 2011)
  - Jerzy Jabrzemski, polski dziennikarz sportowy (zm. 2013)
  - Anna Lechicka-Kuśniewicz, polska publicystka, satyryk (zm. 2002)
  - Claiborne Pell, amerykański polityk, senator (zm. 2009)
  - Karol Emanuel Cecilio Rodríguez Santiago, portorykański działacz katolicki, błogosławiony (zm. 1963)
- 1919:
  - Pol Braekman, belgijski lekkoatleta, płotkarz i sprinter (zm. 1994)
  - Wanda Pomianowska, polska poetka, filolog, badaczka folkloru (zm. 2003)
- 1920:
  - Kazimierz Kąkol, polski podporucznik, ekonomista, publicysta, polityk, minister-kierownik Urzędu do Spraw Wyznań (zm. 2016)
  - Kazimierz Wierzbicki, polski pułkownik pilot (zm. 2010)
- 1921:
  - Rodney Dangerfield, amerykański stand-upowiec, aktor, scenarzysta, producent (zm. 2004)
  - Giuseppe Delfino, włoski szpadzista (zm. 1999)
  - Cecylia Moderacka, polska polityk, poseł na Sejm PRL (zm. 1997)
  - Jacques Ruffié, francuski hematolog, antropolog fizyczny (zm. 2004)
- 1922:
  - Elissa Aalto, fińska architekt, projektantka (zm. 1994)
  - Roberto Aballay, argentyński piłkarz, trener (zm. 1982)
  - Fikrət Əmirov, azerski kompozytor (zm. 1984)
  - Anita Novinsky, brazylijska historyk pochodzenia polskiego (zm. 2021)
  - Eugene Stoner, amerykański konstruktor broni strzeleckiej (zm. 1997)
- 1923:
  - Arthur Hiller, kanadyjski reżyser filmowy (zm. 2016)
  - Barbara Stępniakówna, polska aktorka (zm. 1994)
- 1924:
  - Geraldine Page, amerykańska aktorka (zm. 1987)
  - Józef Pazdur, polski duchowny katolicki, biskup pomocniczy wrocławski (zm. 2015)
  - Robert Milton Young, amerykański reżyser, scenarzysta, operator i producent filmowy (zm. 2024)
- 1925:
  - Gunther Schuller, amerykański muzyk jazzowy, dyrygent, kompozytor (zm. 2015)
  - Kazimierz Śliwa, polski podoficer Polskich Sił Zbrojnych na Zachodzie i AK, cichociemny (zm. 2015)
- 1926:
  - Józef Barecki, polski dziennikarz, polityk, poseł na Sejm PRL (zm. 1999)
  - Pierre-Marie Coty, iworyjski duchowny katolicki, biskup Daloa (zm. 2020)
  - Juozas Preikšas, litewski duchowny katolicki, biskup pomocniczy kowieński i wyłkowyski, biskup diecezjalny poniewski (zm. 2018)
  - Zdzisław Żarski, polski generał brygady pilot (zm. 2006)
- 1928:
  - Antoni Czubiński, polski historyk (zm. 2003)
  - Willie Fernie, szkocki piłkarz (zm. 2011)
  - Walter Haummer, austriacki piłkarz (zm. 2008)
  - Mel Hutchins, amerykański koszykarz (zm. 2018)
  - Krystyna Siesicka, polska pisarka (zm. 2015)
- 1929:
  - Ben Helfgott, polski sztangista pochodzenia żydowskiego (zm. 2023)
  - Ursula Knab, niemiecka lekkoatletka, sprinterka (zm. 1989)
  - Katarzyna Niewiadomska, polska biolog, wykładowczyni akademicka
- 1930:
  - Eugeniusz Chmielewski, polski technik mechanik, historyk-regionalista (zm. 2008)
  - Owen Garriott, amerykański naukowiec, astronauta (zm. 2019)
  - Peter Hall, brytyjski reżyser filmowy i teatralny (zm. 2017)
- 1931:
  - Antons Justs, łotewski duchowny katolicki, biskup Jełgawy (zm. 2019)
  - Demetrio Volcic, włoski dziennikarz, polityk, eurodeputowany pochodzenia słoweńskiego (zm. 2021)
  - Sergio Zardini, włoski bobsleista (zm. 1966)
- 1932:
  - Günter Sawitzki, niemiecki piłkarz (zm. 2020)
  - Robert Vaughn, amerykański aktor (zm. 2016)
- 1933:
  - Jan Krasoń, polsko-amerykański geolog (zm. 2015)
  - Tadeusz Szczudłowski, polski marynarz, działacz opozycji antykomunistycznej
- 1934:
  - William Arveson, amerykański matematyk (zm. 2011)
  - Stefan Bratkowski, polski dziennikarz, pisarz, publicysta (zm. 2021)
  - Bogdan Dziwosz, polski duchowny katolicki, protonotariusz apostolski, kanonik archidiecezji łódzkiej (zm. 2012)
  - Ksawera Grochal, polska lekkoatletka, oszczepniczka (zm. 1997)
  - Henryk Majcherek, polski aktor (zm. 2021)
  - Stanisław Zięba, polski inżynier rolnik, wykładowca akademicki, polityk, minister rolnictwa, leśnictwa i gospodarki żywnościowej
- 1935 – Ludmiła Biełousowa, rosyjska łyżwiarka figurowa (zm. 2017)
- 1936:
  - Francis Decourrière, francuski polityk, samorządowiec, działacz piłkarski
  - Lesław Kropp, polski zapaśnik (zm. 2013)
  - Jean-Marie Le Chevallier, francuski samorządowiec, polityk, mer Tulonu, eurodeputowany, działacz piłkarski (zm. 2020)
  - Camilo Nogueira Román, hiszpański inżynier, ekonomista, samorządowiec, polityk
- 1937:
  - Edward Hulewicz, polski wokalista, kompozytor, autor tekstów, członek zespołu Tarpany (zm. 2022)
  - Zenon Jankowski, polski pilot wojskowy
  - Nikołaj Kapustin, rosyjski pianista i kompozytor jazzowy (zm. 2020)
  - Leendert van der Meulen, holenderski kolarz szosowy i torowy (zm. 2015)
  - Pierre Sprey, amerykański inżynier aeronautyki, statystyk, analityk cywilny, ekspert obrony, menadżer muzyczny (zm. 2021)
  - Giuseppe Verucchi, włoski duchowny katolicki, arcybiskup Ravenny-Cervii (zm. 2025)
- 1939:
  - Pierre Kalala Mukendi, kongijski piłkarz, trener (zm. 2015)
  - Waldemar Kuczyński, polski ekonomista, dziennikarz, publicysta, polityk
  - Cezary Łagiewski, polski realizator, operator i reżyser telewizyjny (zm. 2013)
- 1940:
  - Alberto Fouillioux, chilijski piłkarz (zm. 2018)
  - Terry Gilliam, amerykański aktor, reżyser filmowy
  - Andrzej Żuławski, polski reżyser i scenarzysta filmowy, aktor, pisarz (zm. 2016)
- 1941:
  - Tom Conti, szkocki aktor, reżyser teatralny, pisarz pochodzenia włoskiego
  - Robert La Tourneaux, amerykański aktor (zm. 1986)
  - Gustavo Peña, meksykański piłkarz (zm. 2021)
  - Javier Vargas, meksykański piłkarz, bramkarz
- 1942:
  - Rusłan Chasbułatow, rosyjski ekonomista, polityk (zm. 2023)
  - Fabrizio Saccomanni, włoski ekonomista, polityk, urzędnik państwowy, dyrektor generalny włoskiego banku centralnego, minister gospodarki i finansów (zm. 2019)
- 1943:
  - Jean-Louis Bruguès, francuski duchowny katolicki, arcybiskup, archiwista Świętego Kościoła Rzymskiego
  - Billie Jean King, amerykańska tenisistka
  - William Kotzwinkle(inne języki), amerykański pisarz
- 1944:
  - Jicchak Mordechaj, izraelski wojskowy, polityk
  - Pierre Morissette, kanadyjski duchowny katolicki, biskup Saint-Jérôme
  - Lucio Russo, włoski fizyk, matematyk, fizyk, historyk nauki (zm. 2025)
  - Max Romeo, jamajski wokalista reggae i roots reggae (zm. 2025)
  - Heinz Simmet, niemiecki piłkarz (zm. 2024)
- 1945:
  - Tomasz Gruszecki, polski prawnik, ekonomista, polityk, kierownik resortu przekształceń własnościowych (zm. 2024)
  - Janusz Kryszak, polski literaturoznawca, poeta (zm. 2019)
  - Paulo Sérgio Machado, brazylijski duchowny katolicki, biskup Ituiutaba i São Carlos (zm. 2024)
- 1946:
  - Aston Barrett, jamajski basista, członek zespołów Bob Marley & The Wailers i The Upsetters (zm. 2024)
  - Steve Brown, amerykański curler, trener
  - Jarosław Jewdokimow, piosenkarz
  - Michał (Staikos), grecki duchowny prawosławny, metropolita austriacki, egzarcha Węgier (zm. 2011)
  - Włodzimierz Jan Zakrzewski, polski malarz, rysownik (zm. 2025)
- 1947:
  - Alfredo Cristiani, salwadorski polityk, prezydent Salwadoru
  - Marian Drozdowski, polski historyk
  - Harm Kuipers, holenderski łyżwiarz szybki
  - Janusz Meder, polski onkolog, radioterapeuta
  - Nevio Scala, włoski piłkarz, trener
  - Żarmachan Tujakbaj, kazachski prawnik, polityk
  - Csaba Vidáts, węgierski piłkarz
- 1948:
  - Radomir Antić, serbski piłkarz, trener (zm. 2020)
  - Barbara Czaplicka, polska lekarka, działaczka samorządowa, polityk, poseł na Sejm RP
- 1949:
  - Reiner Geye, niemiecki piłkarz (zm. 2002)
  - Bernard Lecomte, francuski dziennikarz, pisarz, wydawca
  - Joseph Nguyễn Chí Linh, wietnamski duchowny katolicki, arcybiskup metropolita Huế
  - Tomasz Schramm, polski historyk
- 1950:
  - Anna Maria Anders, polska polityk, działaczka polonijna, sekretarz stanu w Kancelarii Prezesa Rady Ministrów, senator RP, dyplomata
  - Jim Jefferies, szkocki piłkarz, trener
  - Delfina Skąpska, polska florecistka
  - Steven Van Zandt, amerykański muzyk, autor tekstów piosenek, aktor, prezenter radiowy
  - Tina Weymouth(inne języki), amerykańska basistka, członkini zespołu Talking Heads
  - Andrzej Wróblewski, polski ekonomista, polityk, minister finansów
- 1951:
  - Zbigniew Adamczyk, polski polityk, poseł na Sejm RP
  - Andrzej Ceynowa, polski filolog angielski, literaturoznawca (zm. 2021)
  - Bernd Herrmann, niemiecki lekkoatleta, sprinter
  - Kent Nagano, amerykański dyrygent
  - Lidija Semenowa, ukraińska szachistka (zm. 2025)
- 1952:
  - Jorge Fossati, urugwajski piłkarz, bramkarz, trener
  - Małgorzata Gersdorf, polska prawnik, pierwsza prezes Sądu Najwyższego
  - Lydie Polfer, luksemburska prawnik, polityk
- 1953:
  - Krzysztof Karpiński, polski piłkarz (zm. 2021)
  - Matija Ljubek, chorwacki kajakarz, kanadyjkarz (zm. 2000)
- 1954:
  - Paolo Gentiloni, włoski dziennikarz, polityk
  - Henryk Janikowski, polski piłkarz
  - Celina Jóźwik, polska siatkarka
  - Wojciech Staroniewicz, polski saksofonista, kompozytor
- 1955:
  - Milan Bandić, chorwacki polityk, samorządowiec, burmistrz Zagrzebia (zm. 2021)
  - James Edwards, amerykański koszykarz
  - Grzegorz Miecugow, polski dziennikarz radiowy i telewizyjny (zm. 2017)
- 1956:
  - Fernando Gomes, portugalski piłkarz (zm. 2022)
  - Richard Kind, amerykański aktor
  - Borislav Pelević, serbski polityk, działacz sportowy (zm. 2018)
  - Adam Rams, polski samorządowiec, prezydent Knurowa
- 1957:
  - Raúl Berzosa, hiszpański duchowny katolicki, biskup Ciudad Rodrigo
  - Nikołaj Kirow, rosyjski lekkoatleta, średniodystansowiec
  - Iwan Kityk, ukraiński fizyk, wykładowca akademicki (zm. 2019)
  - Franco Lovignana, włoski duchowny katolicki, biskup Aosty
  - Alwyn Morris, kanadyjski kajakarz
  - Dariusz Zelig, polski koszykarz, trener
- 1958:
  - Anatol (Aksionow), rosyjski biskup prawosławny
  - Merita Çoçoli, albańska aktorka, dziennikarka
  - Ibrahim ibni Almarhum, król Malezji
  - Jamie Lee Curtis, amerykańska aktorka, autorka książek dla dzieci
  - Matthias Liebers, niemiecki piłkarz
  - Bruce Payne, brytyjski aktor
  - Jerzy Pękała, polski polityk, rolnik, poseł na Sejm RP
  - Ihor Surkis, ukraiński przedsiębiorca, polityk, działacz piłkarski pochodzenia żydowskiego
- 1959:
  - Zijad Abu Ajn, palestyński polityk (zm. 2014)
  - Frank McAvennie, szkocki piłkarz
  - Marek Ostrowski, polski piłkarz (zm. 2017)
  - Lenore Zann, australijsko-kanadyjska aktorka, polityk
  - Maciej Żukowski, polski ekonomista
- 1960:
  - Leos Carax, francuski reżyser, scenarzysta i krytyk filmowy
  - Christopher Ciccone, amerykański malarz, dekorator wnętrz i projektant mody (zm. 2024)
  - Kevin MacDonald, szkocki piłkarz, trener
- 1961:
  - Lea Henry, amerykańska koszykarka, trenerka
  - Alemão, brazylijski piłkarz
  - Mariel Hemingway, amerykańska aktorka
  - Bogusław Marcin Majewski, polski dziennikarz, dyplomata
  - Randal L. Schwartz, amerykański programista
- 1962:
  - Paul Herijgers, belgijski kolarz przełajowy, górski i szosowy
  - Mariola Jankun-Dopartowa, polski historyk literatury i filmu, wydawca, scenarzystka
  - Miguel Olaortúa Laspra, hiszpański duchowny katolicki, wikariusz apostolski Iquitos w Peru (zm. 2019)
  - Wiktor Pielewin, rosyjski pisarz
- 1963:
  - Domingos Castro, portugalski lekkoatleta, długodystansowiec
  - Winsor Harmon, amerykański aktor, producent filmowy, wokalista
  - Tony Mowbray, angielski piłkarz, trener
  - Brian Robbins, amerykański aktor, reżyser, producent i scenarzysta filmowy
  - Jamaal Shabazz, trynidadzko-tobagijski piłkarz, trener
  - Goran Svilanović, serbski prawnik, polityk
  - Zé Teodoro, brazylijski piłkarz, trener
- 1964:
  - Olivier Chastel, belgijski i waloński polityk
  - Marek Czerniawski, polski piłkarz, trener
  - Palo Pandolfo, argentyński piosenkarz, gitarzysta, producent muzyczny (zm. 2021)
  - Robbie Slater, australijski piłkarz pochodzenia angielskiego
  - Jacek Turczyński, polski prawnik, polityk, poseł na Sejm RP
  - Emilia Wnuk, polska piłkarka, trenerka, sędzia piłkarska
- 1965:
  - Chiquinho Conde, mozambicki piłkarz
  - Vincent Guérin, francuski piłkarz
  - Mads Mikkelsen, duński aktor
- 1966:
  - Marcin Antonowicz, polski student (zm. 1985)
  - Laurent Camiade, francuski duchowny katolicki, biskup Cahors
  - Véronique Claudel, francuska biathlonistka
  - Filip Kaczmarek, polski polityk, poseł na Sejm RP, eurodeputowany
  - Paweł Próchniak, polski krytyk i historyk literatury
  - Michael K. Williams, amerykański aktor (zm. 2021)
- 1967:
  - Boris Becker, niemiecki tenisista, trener
  - Renata Fatla, polska modelka, fotomodelka, zdobywczyni tytułu Miss Polonia
  - José Guadalupe Cruz, meksykański piłkarz, trener
  - Roland Meier, szwajcarski kolarz szosowy
  - Mark Ruffalo, amerykański aktor pochodzenia włoskiego
  - Bart Veldkamp, holendersko-belgijski łyżwiarz szybki
- 1968:
  - Daedra Charles, amerykańska koszykarka, trenerka, komentatorka sportowa (zm. 2018)
  - Tatjana Czebykina, rosyjska lekkoatletka, sprinterka
  - Sidse Babett Knudsen, duńska aktorka
  - Rasmus Lerdorf, duńsko-grenlandzki programista komputerowy
  - Irina Priwałowa, rosyjska lekkoatletka, sprinterka
  - Rafał Wencek, polski piłkarz (zm. 2017)
  - Maloni Bole, fidżyjski lekkoatleta
- 1969:
  - Marek Gos, polski polityk, poseł na Sejm RP
  - Byron Houston, amerykański koszykarz
  - Katrin Krabbe, niemiecka lekkoatletka, sprinterka
  - Gvidonas Markevičius, litewski koszykarz, trener
  - Tony Palermo, amerykański perkusista, członek zespołów: Papa Roach, Pulley i Unwritten Law pochodzenia włoskiego
  - Jiřina Pelcová, czeska biathlonistka
  - Eyk Pokorny, niemiecki kolarz torowy
  - Janusz Rewers, polski artysta kabaretowy
  - Marjane Satrapi, irańsko-francuska autorka komiksów i książek dla dzieci, reżyserka filmów animowanych
- 1970:
  - Ewa Gordon, polska artystka, hebraistka, tłumaczka pochodzenia żydowskiego
  - Alison Korn, kanadyjska wioślarka
  - Jerzy Naszkiewicz, polski polityk, samorządowiec, poseł na Sejm RP
  - Daniele Sgnaolin, włoski kolarz szosowy
  - Joe Son, amerykański aktor, zawodnik sportów walki pochodzenia koreańskiego
  - Daniel Strehlau, polski reżyser i scenarzysta filmowy, dokumentalista pochodzenia żydowskiego
  - Pierre Olivier Tremblay, kanadyjski duchowny katolicki, biskup pomocniczy Trois Rivières
- 1971:
  - Cath Bishop, brytyjska wioślarka
  - Juryj Czuch, białoruski hokeista pochodzenia ukraińskiego
  - Davidson Ezinwa, nigeryjski lekkoatleta, sprinter
  - Osmond Ezinwa, nigeryjski lekkoatleta, sprinter
  - Yone Kamio, japońska tenisistka
  - Alon Mizrachi, izraelski piłkarz, trener
  - Allan Mørkøre, farerski piłkarz, trener
  - Michał Wójcik, polski artysta kabaretowy
  - Witomir Wutow, bułgarski piłkarz, bramkarz, trener
- 1972:
  - Norbert Obrycki, polski samorządowiec, polityk, marszałek województwa zachodniopomorskiego, senator i poseł na Sejm RP
  - Cyril Pedrosa, francuski autor komiksów
- 1973:
  - Caroline Ammel, francuska lekkoatletka, tyczkarka
  - Alexandra Fusai, francuska tenisistka
  - Souleymanou Hamidou, kameruński piłkarz, bramkarz
  - Mylo, szkocki twórca muzyki elektronicznej
  - Chad Trujillo, amerykański astronom
  - Przemysław Wojtkowiak, polski projektant gier planszowych
- 1974:
  - Meike Babel, niemiecka tenisistka
  - Gábor Gál, słowacki prawnik, polityk pochodzenia węgierskiego
  - Xaver Hoffmann, niemiecki snowboardzista
  - Przemysław Koperski, polski prawnik, samorządowiec, polityk, poseł na Sejm RP
  - Francisco Javier Martínez Castillo, meksykański duchowny katolicki, biskup pomocniczy Puebla de los Angeles
  - Radek Mynář, czeski piłkarz
  - Aleksandra Nagórko, polska reżyserka dźwięku, producentka muzyczna
  - Oleg Niemczenko, rosyjski i czarnogórski zapaśnik
  - David Pelletier, kanadyjski łyżwiarz figurowy
  - Patryk Zakrocki, polski skrzypek, kompozytor
  - Iryna Żukowa, ukraińska siatkarka
- 1975:
  - Deji Aliu, nigeryjski lekkoatleta, sprinter
  - Tariq Chihab, marokański piłkarz
  - Yūsaku Maezawa, japoński przedsiębiorca, kolekcjoner dzieł sztuki
  - Hugo Spangenberg, argentyński szachista pochodzenia żydowskiego
  - Rodrigo Valenzuela, chilijski piłkarz
- 1976:
  - Torsten Frings, niemiecki piłkarz
  - Rodah Lyali, kenijska siatkarka
  - Jonathan Perry, nowozelandzki piłkarz
  - Jegor Podomacki, rosyjski hokeista, bramkarz
  - Ville Valo, fiński wokalista, członek zespołu HIM
- 1977:
  - Santiago Acasiete, peruwiański piłkarz
  - Maciej Bodasiński, polski reżyser, scenarzysta i producent filmowy, dokumentalista
  - Ondřej Boula, czeski siatkarz
  - Ari Ichihashi, japońska lekkoatletka, biegaczka długodystansowa
  - Daniel Imhof, kanadyjski piłkarz pochodzenia szwajcarskiego
  - Barnaby Jack, nowozelandzki haker, programista (zm. 2013)
  - Juan Carlos Leaño, meksykański piłkarz
  - Marcos Ligato, argentyński kierowca rajdowy
  - Izabella Łukomska-Pyżalska, polska modelka, bizneswoman, działaczka piłkarska
  - Edgar Robles, paragwajski piłkarz (zm. 2016)
- 1978:
  - Mélanie Doutey, francuska aktorka
  - Leo Gregory, brytyjski aktor
  - Magdalena Grzybowska, polska tenisistka
  - Elisabeth Köstinger, austriacka polityk
  - Francis Obikwelu, nigeryjsko-portugalski lekkoatleta, sprinter
  - Karen O, amerykańska wokalistka pochodzenia polsko-koreańskiego, członkini zespołu Yeah Yeah Yeahs
  - Marco Ramstein, szwajcarski curler
  - Jochen Schropp, niemiecki aktor
- 1979:
  - Chris Doran, irlandzki piosenkarz
  - Emmanuel Ekwueme, nigeryjski piłkarz
  - Agata Kielar-Długosz, polska flecistka
  - Christian Terlizzi, włoski piłkarz
  - Leeanna Walsman, australijska aktorka
- 1980:
  - Piotr Jurkowski, polski rugbysta
  - Peer Kluge, niemiecki piłkarz
  - Sabrina Lefrançois, francuska łyżwiarka figurowa
  - Edyta Lewandowska, polska lekkoatletka, biegaczka długodystansowa
  - Jarosław Rybakow, rosyjski lekkoatleta, skoczek wzwyż
  - Natalija Tobias, ukraińska lekkoatletka, biegaczka średniodystansowa
- 1981:
  - Beata Bartków-Kwiatkowska, polska strzelczyni sportowa
  - Joleigh Fioreavanti, amerykańska aktorka
  - Seweryn Gancarczyk, polski piłkarz
  - Ska Keller, niemiecka polityk
  - Conrado Moreno, polsko-hiszpański prezenter telewizyjny, konferansjer
  - Valdir Sequeira, portugalski siatkarz
  - Pape Sow, senegalski koszykarz
- 1982:
  - Yakubu Aiyegbeni, nigeryjski piłkarz
  - Steve Angello, grecko-szwedzki didżej, producent muzyczny
  - Pär Arlbrandt, szwedzki hokeista
  - Mathieu Bodmer, francuski piłkarz
  - Taina Bofferding, luksemburska działaczka samorządowa, polityk
  - Chiwas, polski muzyk, hip-hopowiec, autor tekstów, założyciel zespołu Jeden Osiem L
  - Xavier Doherty, australijski krykiecista
  - Anastasija Donika, łotewska siatkarka
- 1983:
  - José Alfaro, nikaraguański bokser
  - Corey Beaulieu, amerykański muzyk, kompozytor, gitarzysta, członek zespołu Trivium
  - Aleksandra Drzewińska, polska koszykarka
  - Katja Langkeit, niemiecka piłkarka ręczna
  - Mateusz Pakuła, polski pisarz dramatyczny
- 1984:
  - Davide Chiumiento, szwajcarski piłkarz
  - Artur Geworkýan, turkmeński piłkarz pochodzenia ormiańskiego
  - Kōhei Hasegawa, japoński zapaśnik
  - Scarlett Johansson, amerykańska aktorka, scenarzystka, piosenkarka pochodzenia duńsko-żydowskiego
  - Carolin Leonhardt, niemiecka kajakarka
  - Bartłomiej Neroj, polski siatkarz
  - Mateusz Piątkowski, polski piłkarz
  - Mahmud Abd ar-Rahman, bahrajński piłkarz
  - Nathan Wounembaina, kameruński siatkarz
  - Tomasz Zahorski, polski piłkarz
- 1985:
  - Rianna Galiart, holenderska lekkoatletka, tyczkarka
  - Asamoah Gyan, ghański piłkarz
  - Dieumerci Mbokani, kongijski piłkarz
  - Mandy Minella, luksemburska tenisistka
  - Lukáš Pešek, czeski motocyklista wyścigowy
- 1986:
  - Saskia de Jonge, holenderska pływaczka
  - Sławina Kolewa, bułgarska siatkarka
  - Alan Marcinkowski, polski żużlowiec
  - Oscar Pistorius, południowoafrykański niepełnosprawny lekkoatleta, sprinter, zabójca
  - Sebastián Zurita, meksykański aktor, producent filmowy
- 1987:
  - Lisbet Arredondo, kubańska siatkarka
  - Marouane Fellaini, belgijski piłkarz pochodzenia marokańskiego
  - Mauro Nespoli, włoski łucznik
- 1988:
  - Jamie Campbell Bower, brytyjski aktor, piosenkarz, model
  - Agata Chaliburda, polska koszykarka
  - Oleg Czen, rosyjski sztangista
  - Tepparith Kokietgym, tajski bokser
- 1989:
  - Alden Ehrenreich, amerykański aktor
  - Daniel Milewski, polski prawnik, polityk, poseł na Sejm RP
  - Chris Smalling, angielski piłkarz
  - Viktorija Smirnova, łotewska siatkarka
  - Gabriel Torje, rumuński piłkarz
- 1990:
  - Taha Akgül, turecki zapaśnik
  - Emilia Ankiewicz, polska lekkoatletka, płotkarka
  - Teemu Eronen, fiński hokeista
  - Veronica Inglese, włoska lekkoatletka, biegaczka długodystansowa
- 1991:
  - Scott Bain, szkocki piłkarz, bramkarz
  - Giovani Bernard, amerykański futbolista
  - Tarik Black, amerykański koszykarz
  - Erik Sabo, słowacki piłkarz
  - Saki Shimizu, japońska wokalistka, członkini zespołu Berryz Kōbō
  - Ossi-Pekka Valta, fiński skoczek narciarski
  - Andrij Wowk, ukraiński szachista
- 1992:
  - Natalie Achonwa, kanadyjska koszykarka
  - Mohamed Ghanudi, libijski piłkarz
  - Geoffrey Kipsang, kenijski lekkoatleta, długodystansowiec
  - Władisław Namiestnikow, rosyjski hokeista
  - Jennifer Quesada, portorykańska siatkarka
  - Roksana Schmidt, polska koszykarka
- 1993:
  - Silvia Bussoli, włoska siatkarka
  - Adèle Exarchopoulos, francuska aktorka
  - Jordan Jones, amerykańska koszykarka
  - Nathan McLeod, kanadyjski aktor
  - Małgorzata Właszczuk, polska siatkarka
- 1994:
  - Samantha Bricio, meksykańska siatkarka
  - Rubie Joy Gabriel, palauska lekkoatletka, sprinterka
  - Dacre Montgomery, australijski aktor
  - Daichi Takatani, japoński zapaśnik
  - Keiji Tanaka, japoński łyżwiarz figurowy
- 1995:
  - Quindarious Brown, amerykański koszykarz
  - Arturo Iglesias, portorykański siatkarz
  - Katherine McNamara, amerykańska aktorka
- 1996:
  - Nahuel Leiva, hiszpański piłkarz pochodzenia argentyńskiego
  - Angela Leyva, peruwiańska siatkarka
  - Mackenzie Lintz, amerykańska aktorka
- 1998:
  - Lyon Farrell, amerykański snowboardzista
  - Amin Kaviyaninejad, indyjski zapaśnik
  - Erhan Mašović, serbski piłkarz pochodzenia bośniackiego
- 1999:
  - Bendegúz Bolla, węgierski piłkarz
  - Akie Hanai, japońska zapaśniczka
  - Arsen Harutiunian, ormiański zapaśnik
  - Dwight McNeil, angielski piłkarz
  - Matthew Smith, walijski piłkarz
  - Amálie Švábíková, czeska lekkoatletka, tyczkarka
  - Danny Thomas, amerykański tenisista
  - Brandon Williams, amerykański koszykarz
- 2000:
  - Auliʻi Cravalho, amerykańska aktorka, piosenkarka
  - Kōsei Tani, japoński piłkarz, bramkarz
  - Mohammed Dawood Yaseen, iracki piłkarz
  - Zhang Yifan, chińska pływaczka
- 2001:
  - Fatima Ramadan Dżuma Ahmad al-Kallini, egipska zapaśniczka
  - Sobel, polski raper, piosenkarz, kompozytor, producent muzyczny
- 2002:
  - Brandon Miller, amerykański koszykarz
  - Avonley Nguyen, amerykańska łyżwiarka figurowa pochodzenia wietnamskiego
  - Martin Perin, belgijski siatkarz
  - Owen Power, kanadyjski hokeista
- 2003 – Omari Glasgow, gujański piłkarz
- 2005 – Max Liñan, hiszpański skoczek do wody

## Zmarli
- 365 – Feliks II, antypapież, święty (ur. ?)
- 950 – Lotar II z Arles, król Włoch (ur. 926–28)
- 1286 – Eryk Glipping, król Danii (ur. 1249)
- 1307 – Dieter z Nassau, arcybiskup Trewiru i książę-elektor Rzeszy (ur. ok. 1250)
- 1318 – Michał Twerski, książę twerski, wielki książę włodzimierski (ur. 1271)
- 1523 – Achille Grassi, włoski kardynał (ur. 1465)
- 1594 – Martin Frobisher, angielski żeglarz, odkrywca (ur. ok. 1535)
- 1617 – Ahmed I, sułtan Imperium Osmańskiego (ur. 1590)
- 1651 – Giovanni Battista Soria, włoski architekt (ur. 1581)
- 1700 – Artus Quellinus II, niderlandzki rzeźbiarz (ur. 1625)
- 1710 – Bernardo Pasquini, włoski kompozytor (ur. 1637)
- 1718 – Czarnobrody, angielski pirat (ur. ok. 1675)
- 1728 – Natalia Romanowa, córka carewicza Aleksego Romanowa (ur. 1714)
- 1733 – Luke Fagan, irlandzki duchowny katolicki, arcybiskup Dublina (ur. ok. 1656)
- 1734 – Fabian Kazimierz Szaniawski, polski szlachcic, polityk (ur. 1700)
- 1753 – Carl Gottlieb Ehler, niemiecki matematyk, polityk, burmistrz Gdańska (ur. 1685)
- 1758 – Richard Edgcumbe, brytyjski arystokrata, polityk (ur. 1680)
- 1774 – Robert Clive, brytyjski generał, gubernator Bengalu (ur. 1725)
- 1784 – Karol Gomoliński, polski prawnik, sędzia, polityk (ur. 1796)
- 1785 – Michał Roth, kurlandzki jezuita, misjonarz, pisarz (ur. 1721)
- 1793 – Maksymilian Ryłło, polski duchowny greckokatolicki, bazylianin, unicki biskup chełmski i przemyski (ur. 1715 lub ok. 1719)
- 1795:
  - Domingo de Iriarte y Nieves Ravelo, hiszpański dyplomata, radca stanu (ur. 1739)
  - Johann Jakub Patz, saski dyplomata (ur. ?)
- 1800 – Salomon Majmon, żydowski filozof-samouk (ur. 1754)
- 1813 – Johann Christian Reil, niemiecki lekarz, fizjolog, anatom, psychiatra (ur. 1759)
- 1817 – Stanisław Ursyn Niemcewicz, polski generał, polityk, gubernator grodzieński (ur. 1753)
- 1840 – Izydor Krasiński, polski generał piechoty, minister wojny Rządu Narodowego w czasie powstania listopadowego (ur. 1774)
- 1847 – Placido Maria Tadini, włoski duchowny katolicki, arcybiskup Genui, kardynał (ur. 1759)
- 1850 – Lin Zexu, chiński polityk (ur. 1785)
- 1858 – Józef Gołuchowski, polski filozof mesjanistyczny, wykładowca akademicki (ur. 1797)
- 1862 – Marcin Amor Tarnowski, polski pułkownik, uczestnik insurekcji kościuszkowskiej (ur. 1778)
- 1864 – Jean Menjaud, francuski aktor (ur. 1795)
- 1867 – Edward Łubieński, polski pisarz, działacz katolicki i konserwatywny (ur. 1819)
- 1868 – Roman Fircowski, polski filantrop (ur. 1839)
- 1873 – Mychajło Maksymowycz, ukraiński historyk, filolog, folklorysta, poeta (ur. 1804)
- 1875 – Henry Wilson, amerykański polityk, wiceprezydent USA (ur. 1812)
- 1878:
  - Ludwik Mierosławski, polski generał, polityk, pisarz, historyk, działacz niepodległościowy, dyktator powstania styczniowego (ur. 1814)
  - Sándor Rózsa, węgierski rozbójnik (ur. 1813)
- 1880:
  - Helge Palmcrantz, szwedzki przemysłowiec, wynalazca (ur. 1842)
  - James Craig Watson, kanadyjsko-amerykański astronom (ur. 1838)
- 1893:
  - Bolesław Potocki, polski ziemianin (ur. 1805)
  - Juliusz Wieczerski Durski, brazylijski fotograf pochodzenia polskiego (ur. 1851)
- 1895 – Salwator Lilli, włoski franciszkanin, misjonarz, męczennik, błogosławiony (ur. 1853)
- 1896:
  - George Washington Gale Ferris Jr., amerykański inżynier (ur. 1859)
  - Leopold Leon Lewandowski, polski kompozytor, skrzypek, dyrektor orkiestry, humorysta pochodzenia żydowskiego (ur. 1831)
- 1899 – Étienne-Joseph-Frédéric Tanoux, francuski duchowny katolicki, biskup Martyniki (ur. 1842)
- 1900:
  - Harald Molander, szwedzki pisarz, autor, reżyser i tłumacz (ur. 1858)
  - Otto Kersten, niemiecki chemik, geograf, podróżnik (ur. 1839)
  - Arthur Sullivan, brytyjski kompozytor (ur. 1842)
- 1901 – Tomasz Reggio, włoski duchowny katolicki, arcybiskup Genui, błogosławiony (ur. 1818)
- 1902:
  - Friedrich Alfred Krupp(inne języki), niemiecki przemysłowiec (ur. 1854)
  - Gaetano Aloisi Masella, włoski kardynał, wysoki urzędnik Kurii Rzymskiej (ur. 1826)
- 1906:
  - Henry Brand, brytyjski arystokrata, polityk (ur. 1841)
  - Ernst Josephson, szwedzki malarz, grafik, poeta pochodzenia żydowskiego (ur. 1851)
- 1907 – Asaph Hall, amerykański astronom, wykładowca akademicki (ur. 1829)
- 1909 – Otto Sinding, norweski malarz (ur. 1842)
- 1913 – Yoshinobu Tokugawa, japoński siogun (ur. 1837)
- 1915:
  - Seweryn Kisielewski, polski ziemianin, filantrop (ur. 1821)
  - Stanisław Mitera, polski historyk, nauczyciel, działacz niepodległościowy, chorąży Legionów Polskich (ur. 1890)
- 1916:
  - Jack London, amerykański pisarz (ur. 1876)
  - Ludwik Schweikert, polski chemik, fabrykant pochodzenia niemieckiego (ur. 1863)
- 1918:
  - Rose Cleveland, amerykańska pierwsza dama (ur. 1846)
  - William Hoard, amerykański polityk, gubernator Wisconsin (ur. 1836)
  - Franciszek Gryglaszewski, polski działacz polonijny w USA (ur. 1847)
  - Anna Neumanowa, polska poetka, eseistka (ur. 1854)
  - Felicja Sulimirska, polska uczestniczka obrony Lwowa (ur. 1897)
- 1919 – Tadeusz Dąbrowski, polski krytyk literacki, publicysta (ur. 1887)
- 1921:
  - Edward J. Adams(inne języki), amerykański seryjny morderca (ur. 1887)
  - Émile Boutroux, francuski filozof, wykładowca akademicki (ur. 1845)
  - Henry Hyndman, brytyjski działacz socjalistyczny, dziennikarz, pisarz polityczny, krykiecista (ur. 1842)
- 1922:
  - Erazm Łukasz Kasprowicz, polski wydawca, redaktor (ur. 1835)
  - Mieczysław Mańkowski, polski działacz socjalistyczny i niepodległościowy (ur. 1862)
- 1924:
  - Herman Heijermans, holenderski pisarz, publicysta pochodzenia żydowskiego (ur. 1864)
  - Aleksander Milker, polski dziennikarz, wydawca, drukarz (ur. 1867)
- 1925 – Stefan Ludwik Grotowski, polski urzędnik konsularny (ur. 1867)
- 1926 – Ernest Adam, polski prawnik, finansista, polityk, poseł na Sejm Ustawodawczy, senator RP (ur. 1868)
- 1927:
  - Piotr Esqueda Ramírez, meksykański duchowny katolicki, męczennik, święty (ur. 1887)
  - Ernest Lespinasse, francuski gimnastyk (ur. 1897)
- 1930 – August Heisenberg, niemiecki historyk, bizantynolog (ur. 1869)
- 1931 – Jan Zagleniczny, polski przemysłowiec, polityk (ur. 1866)
- 1932:
  - Miguel Dellavalle, argentyński piłkarz (ur. 1898)
  - Franciszek Krajowski, austro-węgierski i polski generał pochodzenia czeskiego (ur. 1861)
- 1933 – Henryk Kopia, polski nauczyciel, literat, bibliotekarz, działacz społeczny (ur. 1866)
- 1936 – Kazimierz Franciszek Ostaszewski, polski działacz socjalistyczny, inżynier technolog, właściciel drukarni (ur. 1855)
- 1938 – Sahachirō Hata, japoński bakteriolog (ur. 1873)
- 1940:
  - (lub 19 listopada) Wacław Berent, polski pisarz (ur. 1873)
  - Mato Kósyk, dolnołużycki poeta (ur. 1853)
- 1941:
  - Kurt Koffka, niemiecki psycholog, wykładowca akademicki (ur. 1886)
  - Werner Mölders, niemiecki pilot wojskowy, as myśliwski (ur. 1913)
  - Percival Christopher Wren, brytyjski pisarz (ur. 1885)
- 1942 – Hans Haenel, niemiecki neurolog (ur. 1874)
- 1943:
  - Ludwik Berger, polski aktor, reżyser, harcerz, działacz konspiracyjny (ur. 1911)
  - Lorenz Hart(inne języki), amerykański librecista (ur. 1895)
  - Tatjana Kostyrina, radziecka snajperka (ur. 1924)
  - Piotr Kościelecki, polski rolnik (ur. ?)
  - Wolfgang Ostwald, niemiecki chemik, biolog, wykładowca akademicki (ur. 1883)
  - Marian Wawrzeniecki, polski archeolog, etnograf, fałszerz faktów historycznych, malarz, rysownik, historyk sztuki (ur. 1863)
- 1944:
  - Kuźma Czorny, białoruski nauczyciel, pisarz, tłumacz (ur. 1900)
  - Arthur Stanley Eddington, brytyjski astrofizyk (ur. 1882)
  - Bolesław Twardowski, polski duchowny katolicki, arcybiskup metropolita lwowski (ur. 1864)
- 1945:
  - Leopold Mielecki, polski kapitan pilot (ur. 1911)
  - Ewa Pilatowa, polska chemik (ur. 1909)
- 1947:
  - James J. Davis, amerykański polityk, sekretarz pracy (ur. 1873)
  - George Keppel, brytyjski arystokrata, wojskowy (ur. 1865)
- 1948 – Alfonsa Kanigowska, polska malarka (ur. 1858)
- 1949 – Karl Peter Berg, niemiecki funkcjonariusz i zbrodniarz nazistowski (ur. 1907)
- 1951 – Karl Escherich, niemiecki przyrodnik, entomolog (ur. 1871)
- 1952:
  - Ted Morgan, nowozelandzki bokser (ur. 1906)
  - Władysław Pilars de Pilar, polski historyk literatury, poeta (ur. 1874)
- 1953 – Jorge Meléndez, salwadorski polityk, prezydent Salwadoru (ur. 1871)
- 1954 – Andriej Wyszynski, radziecki działacz ruchu robotniczego, prawnik, prokurator, dyplomata pochodzenia polskiego (ur. 1883)
- 1955 – Julius Seyler, niemiecki łyżwiarz szybki (ur. 1873)
- 1956 – Theodore Kosloff, amerykański aktor, tancerz, choreograf pochodzenia rosyjskiego (ur. 1882)
- 1957 – Kazimierz Jarzębiński, polski major pilot (ur. 1897)
- 1958 – James Wendell, amerykański lekkoatleta, płotkarz (ur. 1890)
- 1959:
  - Molla Mallory, norwesko-amerykańska tenisistka (ur. 1884)
  - Mateusz Siemionkin, polski neurolog, psychiatra (ur. 1883)
  - Jaroslav Skobla, czechosłowacki sztangista (ur. 1899)
- 1960 – Frederick Goodfellow, brytyjski przeciągacz liny (ur. 1874)
- 1961 – Aleksandër Xhuvani, albański językoznawca, pedagog (ur. 1888)
- 1962:
  - René Coty, francuski polityk, prezydent Francji (ur. 1882)
  - George Vernot, kanadyjski pływak (ur. 1901)
- 1963:
  - Wilhelm Beiglböck, austriacki lekarz, funkcjonariusz nazistowski (ur. 1905)
  - Aldous Huxley, brytyjski prozaik, poeta (ur. 1894)
  - John F. Kennedy, amerykański polityk, prezydent USA (ur. 1917)
  - C.S. Lewis, brytyjski pisarz, filozof, filolog, wykładowca akademicki (ur. 1898)
  - J.D. Tippit, amerykański policjant (ur. 1924)
- 1964 – William P. Bolton, amerykański polityk (ur. 1885)
- 1965:
  - Konstanty Ludwikowski, polski artysta fotograf (ur. 1910)
  - Aidit Dipa Nusantara, indonezyjski polityk komunistyczny (ur. 1923)
- 1966:
  - Moises Frumencio da Costa Gomez, polityk z Antyli Holenderskich, premier (ur. 1907)
  - Swetosław Minkow, bułgarski pisarz, dziennikarz, felietonista (ur. 1902)
  - Franciszek Pokorny, polski podpułkownik dyplomowany piechoty (ur. 1891)
- 1967 – Pawieł Korin, rosyjski malarz, konserwator (ur. 1892)
- 1968 – Innocenty Konwicki, polski inżynier, polityk, działacz sportowy (ur. 1906)
- 1969:
  - Aleksy Klawek, polski duchowny katolicki, biblista, wykładowca akademicki (ur. 1890)
  - Jan Krotoski, polski chirurg, wykładowca akademicki (ur. 1895)
- 1970 – Suren Aslamazaszwili, radziecki starszy sierżant (ur. 1914)
- 1971 – József Zakariás, węgierski piłkarz (ur. 1924)
- 1972:
  - Malcolm Guthrie, brytyjski językoznawca, wykładowca akademicki (ur. 1903)
  - Imre Ungár, węgierski pianista, pedagog (ur. 1909)
- 1975 – Friedrich Blume, niemiecki muzykolog, wykładowca akademicki (ur. 1893)
- 1976 – Natalia Gałczyńska, polska pisarka, tłumaczka (ur. 1908)
- 1977:
  - Zdzisław Górzyński, polski dyrygent (ur. 1895)
  - Zygmunt Patkowski, polski baletmistrz, choreograf (ur. 1907)
  - Luigi Traglia, włoski kardynał (ur. 1895)
- 1979 – Frans de Bruijn Kops, holenderski piłkarz (ur. 1886)
- 1980:
  - Jules Léger, kanadyjski prawnik, dyplomata, polityk, gubernator generalny Kanady (ur. 1913)
  - John W. McCormack, amerykański polityk (ur. 1891)
  - Mae West, amerykańska aktorka (ur. 1893)
- 1981:
  - Giennadij Aleksiejenko, radziecki polityk (ur. 1906)
  - Hans Adolf Krebs, niemiecki biochemik, laureat Nagrody Nobla (ur. 1900)
  - Waldemar Kućko, polski artysta fotograf (ur. 1932)
  - Leopoldo Eulogio Palacios, hiszpański filozof, logik, teolog, wykładowca akademicki (ur. 1912)
- 1982:
  - Jean Batten, nowozelandzka pilotka (ur. 1909)
  - Stanisław Ostrowski, polski polityk, prezydent RP na uchodźstwie (ur. 1892)
- 1983 – Wiktor Golde, polski biocybernetyk (ur. 1921)
- 1984 – Marianne Zoff, austriacka aktorka, śpiewaczka operowa pochodzenia żydowskiego (ur. 1893)
- 1986:
  - Daan van Dijk, holenderski kolarz torowy (ur. 1907)
  - Dinny Pails, australijski tenisista (ur. 1921)
  - Jan Zaręba, polski duchowny katolicki, biskup pomocniczy włocławski (ur. 1910)
- 1987 – Haydon Burns, amerykański polityk (ur. 1912)
- 1988:
  - Luis Barragán, meksykański architekt (ur. 1902)
  - Raymond Dart, australijski anatom (ur. 1893)
  - Erich Fried, austriacki poeta, tłumacz, eseista pochodzenia żydowskiego (ur. 1921)
  - Roberto Arias, panamski prawnik, dziennikarz, dyplomata, polityk (ur. 1918)
- 1989:
  - Bogdan Juszczyk, polski aktor (ur. 1939)
  - René Moawad, libański polityk, prezydent Libanu (ur. 1925)
  - Szamil Serikow, radziecki zapaśnik (ur. 1956)
- 1990:
  - Gustav Fischer, szwajcarski jeździec sportowy (ur. 1915)
  - George Flasz, izraelski polityk (ur. 1909)
  - Walenty Wójcik, polski duchowny katolicki, biskup pomocniczy sandomierski i sandomiersko-radomski (ur. 1914)
- 1991:
  - Tadashi Imai, japoński reżyser filmowy (ur. 1912)
  - Jewgienij Iwanowski, radziecki generał (ur. 1918)
  - František Kafka, czeski prawnik, adwokat, pisarz pochodzenia żydowskiego (ur. 1909)
  - Wiesław Mirecki, polski aktor (ur. 1911)
- 1992:
  - Kenneth Berry, brytyjski marynarz, kolaborant (ur. 1925)
  - Wiktor Dubynin, rosyjski generał (ur. 1943)
  - Severino Gazzelloni, włoski flecista (ur. 1921)
  - Sterling Holloway, amerykański aktor (ur. 1905)
  - Walter Leja, kanadyjski saper pochodzenia polskiego (ur. 1921)
  - Tadeusz Lewicki, polski historyk, orientalista, wykładowca akademicki (ur. 1906)
  - Mieczysław Marzec, polski ekonomista, działacz ludowy, polityk, poseł na Sejm PRL (ur. 1929)
  - Aleksander Żaruk-Michalski, polski geograf, polityk, prezydent Krakowa (ur. 1906)
- 1993:
  - Irena Babel, polska aktorka, reżyserka teatralna, pedagog, tłumaczka (ur. 1914)
  - Anthony Burgess, brytyjski pisarz, kompozytor, filolog (ur. 1917)
  - Stanisław Domański, polski fitopatolog, mykolog, wykładowca akademicki (ur. 1916)
  - Ludwik Kronic, polski malarz, reżyser filmów animowanych (ur. 1935)
  - Tatjana Nikołajewa, rosyjska pianistka, kompozytorka, pedagog (ur. 1924)
  - Władimir Safonow, radziecki kapitan lotnictwa (ur. 1917)
  - Joseph Yodoyman, czadyjski polityk, premier Czadu (ur. 1950)
  - Tomasz Żuk, polski ortopeda, traumatolog, wykładowca akademicki (ur. 1921)
- 1994:
  - Ryszard Kucjas, polski gimnastyk (ur. 1922)
  - Charles Upham, nowozelandzki kapitan piechoty (ur. 1908)
- 1995 – Tadeusz Czwordon, polski muzyk, kolekcjoner i budowniczy instrumentów muzycznych (ur. 1919)
- 1996:
  - María Casarès(inne języki), francuska aktorka pochodzenia hiszpańskiego (ur. 1922)
  - Mark Lenard, amerykański aktor pochodzenia żydowskiego (ur. 1924)
- 1997
  - Michael Hutchence, australijski wokalista, członek zespołu INXS (ur. 1960)
  - Joanna Moore, amerykańska aktorka (ur. 1934)
- 1998:
  - Mikołaj Kozakiewicz, polski socjolog, pedagog, publicysta, polityk, marszałek Sejmu RP (ur. 1923)
  - Nikołaj Martynow, radziecki polityk (ur. 1910)
- 1999 – Flávio Costa, brazylijski piłkarz, trener (ur. 1906)
- 2000:
  - Jack Dyson, angielski piłkarz, krykiecista (ur. 1934)
  - Wacław Kłyszewski, polski architekt (ur. 1910)
  - Théodore Monod, francuski naturalista, humanista, odkrywca (ur. 1902)
- 2001:
  - Norman Granz, amerykański impresario jazzowy, producent muzyczny (ur. 1918)
  - Stanisław Zybowski, polski gitarzysta, kompozytor, członek zespołu Budka Suflera (ur. 1953)
- 2002 – Rafał Gan-Ganowicz, polski żołnierz, najemnik, dziennikarz, działacz społeczny i polityczny (ur. 1932)
- 2003 – Zofia Jasińska-Filipowska, polska aktorka pochodzenia żydowskiego (ur. 1908)
- 2005 – Jan Piróg, polski generał (ur. 1925)
- 2006:
  - Mariusz Kozioł, polski wokalista, kompozytor, aranżer, instrumentalista, aktor, lektor telewizyjny i radiowy (ur. 1965)
  - Lucjan Motyka, polski polityk, minister kultury i sztuki, dyplomata, działacz sportowy (ur. 1915)
  - Krzysztof Śniegocki, polski prawnik (ur. 1951)
- 2007:
  - Maurice Béjart, francuski tancerz, choreograf (ur. 1927)
  - Barbara Czarnowieska, polska filolog, poetka, tłumaczka (ur. 1954)
- 2008:
  - Witold Hensel, polski archeolog, prehistoryk, polityk (ur. 1917)
  - Ibrahim Nasir, malediwski polityk, prezydent Malediwów (ur. 1926)
  - Józef Oberc, polski geolog (ur. 1918)
- 2009:
  - Maria Kobuszewska-Faryna, polska lekarka, patomorfolog (ur. 1920)
  - Juan Carlos Muñoz, argentyński piłkarz (ur. 1919)
- 2010:
  - Jan Dziewulski, polski ekonomista (ur. 1928)
  - Urbano Navarrete, hiszpański jezuita, kardynał (ur. 1920)
- 2011:
  - Swietłana Alliłujewa, rosyjska nauczycielka, tłumaczka, pisarka, córka Józefa Stalina (ur. 1926)
  - Lynn Margulis, amerykańska biolog (ur. 1938)
  - Danielle Mitterrand, francuska pierwsza dama (ur. 1924)
- 2012 – Lubow Sadczikowa, rosyjska łyżwiarka szybka (ur. 1951)
- 2013:
  - Wanda Coleman, amerykańska poetka (ur. 1946)
  - Georges Lautner, francuski reżyser filmowy (ur. 1926)
- 2014:
  - Fiorenzo Angelini, włoski kardynał (ur. 1916)
  - Bernard Heidsieck, francuski poeta (ur. 1928)
  - Maciej Popko, polski orientalista, hetytolog (ur. 1936)
- 2015:
  - Dominik Fijałkowski, polski biolog, botanik (ur. 1922)
  - Monika Szwaja, polska pisarka (ur. 1949)
- 2016:
  - Teresa Głąbówna, polska skrzypaczka (ur. 1953)
  - Ryszard Gniazdowski, polski lekarz, otolaryngolog, alergolog (ur. 1935)
- 2017:
  - Dmitrij Chworostowski, rosyjski śpiewak operowy (baryton) (ur. 1962)
  - Jerzy Sychut, polski żeglarz, działacz opozycji antykomunistycznej (ur. 1948)
- 2018:
  - Andrzej Fischer, polski piłkarz, bramkarz (ur. 1952)
  - Gabriel, polski duchowny prawosławny, archimandryta, zielarz, teolog (ur. 1962)
  - Willie Naulls, amerykański koszykarz (ur. 1934)
- 2019:
  - Eugène Camara, gwinejski polityk, premier Gwinei (ur. 1942)
  - Jean Douchet, francuski aktor, reżyser, scenarzysta i krytyk filmowy (ur. 1929)
  - Henry Sobel, brazylijski rabin (ur. 1944)
  - Janusz Wyżnikiewicz, polski architekt (ur. 1931)
- 2020:
  - Sidi uld Szajch Abdallahi, mauretański polityk, minister gospodarki, prezydent Mauretanii (ur. 1938)
  - Doris de Agostini, szwajcarska narciarka alpejska (ur. 1958)
  - Muharrem Fejzo, albański rzeźbiarz, reżyser i scenograf filmowy i teatralny (ur. 1933)
  - Gonzalo Galván Castillo, meksykański duchowny katolicki, biskup Autlán (ur. 1951)
  - Jurij Płeszakow, ukraiński piłkarz (ur. 1988)
  - Maurice Setters, angielski piłkarz, trener (ur. 1936)
  - Jožef Smej, słoweński duchowny katolicki, biskup pomocniczy Mariboru (ur. 1922)
- 2021:
  - Noah Gordon, amerykański pisarz (ur. 1926)
  - Paweł Jarodzki, polski malarz, rysownik (ur. 1958)
  - Paweł Sajdek, polski orientalista, indolog, sanskrytolog, tłumacz, poliglota (ur. 1956)
  - Jadwiga Skórzewska-Łosiak, polska prawnik, sędzia Trybunału Konstytucyjnego (ur. 1943)
- 2022:
  - Roberto Maroni, włoski prawnik, polityk, minister spraw wewnętrznych, prezydent Lombardii (ur. 1955)
  - Ryszard Per, polski piłkarz (ur. 1954)
  - Jurij Szuchewycz, ukraiński działacz nacjonalistyczny, polityk (ur. 1933)
- 2023:
  - Barbara Haščáková, słowacka piosenkarka, autorka tekstów (ur. 1979)
  - Emmanuel Le Roy Ladurie, francuski historyk, wykładowca akademicki (ur. 1929)
  - Sława Mikołajczyk, polska wokalistka, członkini zespołu Trubadurzy (ur. ?)
  - Sture Ohlin, szwedzki biathlonista (ur. 1935)
- 2024:
  - Dragan Marković, serbski przedsiębiorca, polityk, burmistrz Jagodiny (ur. 1960)
  - Leszek Strasburger, polski bokser (ur. 1949)
  - Serge Vohor, vanuacki polityk, minister spraw zagranicznych, premier Vanuatu (ur. 1955)